# Amoya
Az Amoya a csontos halak (Osteichthyes) főosztályának a sugarasúszójú halak (Actinopterygii) osztályába, ezen belül a sügéralakúak (Perciformes) rendjébe, a gébfélék (Gobiidae) családjába és a Gobiinae alcsaládjába tartozó nem.

## Rendszerezés
A nembe az alábbi 4 faj tartozik:
- Amoya gracilis (Bleeker, 1875)
- Amoya madraspatensis (Day, 1868)
- Amoya signata (Peters, 1855)
- Amoya veliensis (Geevarghese & John, 1982)

A korábban ide sorolt Amoya moloanus, manapság az Acentrogobius moloanus szinonimája